# Super Smash Bros. Ultimate
Super Smash Bros. Ultimate (大乱闘スマッシュブラザーズ SPECIAL, Dairantō Sumasshu Burazāzu Supesharu) est un jeu vidéo de combat et de plates-formes développé par Sora Ltd. et Bandai Namco et édité par Nintendo. Il s'agit du cinquième épisode de la série Super Smash Bros.. Annoncé lors du Nintendo Direct du 8 mars 2018, il est sorti mondialement le 7 décembre 2018 exclusivement sur Nintendo Switch.

## Univers

### Combattants

#### Généralités
Le jeu met à la disposition du joueur la totalité des personnages jouables des précédents opus. En effet, ce dernier retrouve aussi bien des personnages récurrents de la série comme Mario, Link, Pikachu, ou encore les Ice Climbers, que des personnages qui ne sont apparus qu'une seule fois dans celle-ci, à savoir Pichu et Link enfant de Super Smash Bros. Melee, ainsi que le Dresseur de Pokémon et Wolf de Super Smash Bros. Brawl. De même, tous les personnages introduits via contenu additionnel dans Super Smash Bros. for Nintendo 3DS / for Wii U, tels que Bayonetta, sont présents.
Super Smash Bros. Ultimate signe également le retour de personnages dont les séries n'appartiennent pas à Nintendo, comme Snake de la série Metal Gear Solid, apparu dans Super Smash Bros. Brawl, Sonic de Sonic The Hedgehog, Cloud Strife de Final Fantasy VII, Mega Man et Pac-Man de la série éponyme et Ryu de Street Fighter.
Le jeu introduit également le concept de personnages dits « échos ». Il s'agit de combattants dont les mouvements sont basés sur ceux d'autres personnages, mais qui disposent cependant de caractéristiques et d'animations propres et qui sont considérés comme étant des personnages à part entière. Sont ainsi concernés Lucina et Pit maléfique, introduits dans Super Smash Bros. for Nintendo 3DS / for Wii U, respectivement combattants échos de Marth et de Pit.
Par ailleurs, de nouveaux personnages font leur apparition pour la première fois dans la série :
- Inkling, de Splatoon, disponible en versions masculine et féminine, qui se bat avec de la peinture[5].
- Daisy de la série Super Mario, en tant que combattante écho de Peach[6].
- Ridley, antagoniste récurrent de la série Metroid[5].
- Simon, le chasseur de vampires issu de Castlevania[7].
- Richter de Castlevania: Symphony of the Night comme combattant écho de Simon[7].
- Chrom de Fire Emblem: Awakening, père de Lucina et prince du royaume d'Ylisse, en tant que combattant écho de Roy[7].
- Samus sombre, rivale et combattante écho de Samus de la série Metroid[7].
- King K. Rool, antagoniste emblématique de la série Donkey Kong[7].
- Marie, l'assistante administrative du maire d'Animal Crossing: New Leaf[8].
- Ken de Street Fighter en tant que combattant écho de Ryu[9].
- Félinferno, évolution finale du starter de type Feu de septième génération introduit dans Pokémon Soleil et Lune[9].

Enfin, le jeu propose un nombre de personnages initial équivalent à celui de Super Smash Bros., soit huit, qui sont Mario, Link, Donkey Kong, Samus, Fox, Kirby, Pikachu et Yoshi. En effet, le joueur doit débloquer la quasi-totalité des personnages au travers de défis simples et variés. Le nombre de personnages total s'élève ainsi à soixante-quatorze sans prendre en compte le contenu additionnel, ou quatre-vingts en le comprenant.

#### Contenu additionnel
Le jeu propose aussi des personnages inédits obtenables via contenu additionnel payant principalement au sein de deux « Fighters Pass » comprenant respectivement cinq et six sets de combattants chacun :
- Plante Piranha de la série Super Mario, offerte dans un premier temps aux joueurs qui avaient enregistré leur jeu sur leur compte My Nintendo avant le 31 janvier 2019, puis disponible à l'achat passé cette date[9].
- Joker, aux côtés de sa Persona Arsene, issu du jeu Persona 5, a été présenté le 7 décembre 2018 lors de la cérémonie des Video Games Awards comme le premier combattant du Fighters Pass. Il est disponible depuis le 18 avril 2019[11].
- Le Héros de Dragon Quest XI, avec les héros de Dragon Quest III, Dragon Quest IV et Dragon Quest VIII en costumes alternatifs. Présenté lors du Nintendo Direct de l'E3 2019, il est disponible depuis le 31 juillet 2019[12].
- Banjo & Kazooie, de la série éponyme, ont été annoncés également lors de l'E3 2019 pour une sortie le 5 septembre 2019[13].
- Terry, combattant de Fatal Fury, qui est disponible depuis le 6 novembre 2019[14].
- Byleth, protagoniste et professeur à l'Académie des Officiers de Fire Emblem: Three Houses, a été présenté lors d'un Super Smash Bros. Direct le 16 janvier 2020 comme étant le dernier combattant du premier Fighters Pass. Il est disponible depuis le 29 janvier 2020[15].
- Min Min a été officialisée le 22 juin 2020 pour une disponibilité le 30 juin 2020, après qu'un combattant du jeu Arms ait été annoncé le 26 mars 2020 sans en préciser son identité. Elle est la première combattante du deuxième Fighters Pass[16].
- Steve de Minecraft a été dévoilé le 1er octobre 2020 pour une sortie le 14 octobre 2020. Ses costumes alternatifs comprennent Alex, Zombie et Enderman[17].
- Séphiroth de Final Fantasy VII, révélé lors des Video Games Awards, a été annoncé pour une disponibilité le 23 décembre 2020. Cependant, il était possible d'affronter le personnage lors d'un combat spécial entre le 18 décembre 2020 et sa date de sortie officielle. Les joueurs triomphant de ce défi pouvaient ainsi débloquer le personnage immédiatement[18].
- Pyra / Mythra, lames de Rex dans Xenoblade Chronicles 2, dévoilées lors du Nintendo Direct du 17 février 2021 pour une disponibilité le 5 mars 2021[19].
- Kazuya, combattant de la série Tekken, a été révélé lors du Nintendo Direct de l'E3 du 15 juin 2021 pour une disponibilité le 30 juin 2021[20].
- Sora, de la série Kingdom Hearts, a été révélé le 5 octobre 2021 pour une disponibilité le 19 octobre 2021. Il officie en tant que dernier combattant du deuxième Fighters Pass[21].

### Stages
Super Smash Bros. Ultimate met à la disposition du joueur un total initial cent-trois stages, la grande majorité d'entre eux étant tirés des épisodes précédents. Il en introduit également quatre nouveaux : Hôtel de ville de New Donk City de Super Mario Odyssey, Tour du Prélude de The Legend of Zelda: Breath of the Wild, Tours Girelle de Splatoon et Château de Dracula de la série Castlevania.
De plus, cet opus signe aussi l'arrivée du modificateur de stage qui permet à tout instant de changer l'arène de jeu en plein combat. Une fois cette option activée, le joueur choisit deux stages et le temps qu'il souhaite rester sur chacun d'eux.
Enfin, de nouveaux stages ont également été ajoutés avec les combattants additionnels ou via mise à jour gratuite : Mementos de Persona 5, Autel de l'Yggdrasil de Dragon Quest XI, Montagne Perchée du jeu Banjo-Kazooie, Stade de King of Fighters des séries Fatal Fury et The King of Fighters, Monastère de Garreg Mach de Fire Emblem: Three Houses, Stade Spring du jeu Arms, Petit Champ de Bataille, ajouté via une mise à jour gratuite le 14 octobre 2020, Monde Minecraft du jeu Minecraft, Cratère nord de Final Fantasy VII, Mer de nuages d'Alrest de Xenoblade Chronicles 2, Mishima Dojo de Tekken 7 et Forteresse oubliée de Kingdom Hearts.

### Modes de jeu
Super Smash Bros. Ultimate met à la disposition du joueur d'anciens et nouveaux modes de jeux divers et variés.
- Smash : le mode de jeu de base dans lequel deux à huit joueurs doivent choisir un combattant différent à la fin de chaque combat jusqu'à ce qu'il n'en reste aucun. Celui-ci propose diverses variantes, comme le mode tournoi qui permet, jusqu'à trente-deux joueurs, de s'affronter dans un tournoi qui est éliminatoire à la moindre défaite. Un nouveau mode, le Smash en bande, consiste à jouer en équipe de trois contre trois ou cinq contre cinq avec éliminations. Enfin, la commande Smash spécial est également présente et permet au joueur de pimenter le combat en ajustant diverses règles (taille des personnages, puissance d'éjection...).
- Esprits : ce mode permet au joueur d'agrandir sa collection d'esprits. Il y a 4 niveaux de difficultés : très facile, facile, moyens et difficile  Dans le mode histoire nommé « La Lueur du monde », le joueur retrouve tous les personnages du jeu, présents sur une falaise, s'apprêtant à affronter Kilaire, un fléau menaçant de détruire le monde. Ce dernier envoie des rayons qui les font disparaître. Chacun d'entre eux tente alors de lui échapper. Kirby, le seul rescapé, doit ainsi aller délivrer ses amis de l'emprise des esprits[25].
- Extras : ce mode met à la disposition du joueur le mode classique, dans lequel le joueur suit une série de combats dont le but est de vaincre les adversaires et de progresser de niveaux en niveaux jusqu'à atteindre le boss final. Contrairement aux précédents opus, le joueur n'affronte plus la Créa-Main en tant que boss, chaque personnage possède désormais un boss final qui diffère d'un combattant à l'autre selon la difficulté et le personnage choisi. Le mode All-Star est également disponible mais sous un nouveau nom : All-Star Smash. Il consiste à éliminer tous les combattants à l'infini. Enfin, le mode Entrainement sert uniquement au joueur à tester les différentes combinaisons offertes par chaque personnage du jeu et ainsi peaufiner ses stratégies. Trois nouveaux modes sont intégrés au jeu à la suite de différentes mises à jour : le mode Créateur de stage, Réalité Virtuelle et Home Run Smash.
- Coffre : le joueur a accès au magasin pour y dépenser l'argent amassé au fil des combats, mais aussi écouter les musiques qu'il a débloquées, consulter ses statistiques de jeu, lire les Smashtuces, consulter sa progression dans le tableau des défis et créer des clips vidéos grâce au studio de montage.
- En ligne : réservé aux abonnés Nintendo Switch Online, ce mode permet au joueur de jouer en ligne, soit en partie rapide avec les règles qu'il désire, soit dans une arène privée avec ses amis.

## Système de jeu
Tout comme ses prédécesseurs, Super Smash Bros. Ultimate est un jeu de combat réunissant la plupart des personnages de l'univers Nintendo et de licences tierces, dont le but est d'éjecter l'adversaire hors de l'écran. Pour gagner, les personnages ne possèdent pas une barre de vie comme dans la plupart des jeux de combat mais, comme dans tous les opus de la série Super Smash Bros., le joueur détient un pourcentage de dégâts qui augmente au fur et à mesure des coups reçus. Ainsi, plus les dégâts d'un personnage sont élevés et plus il est facile de l'éjecter et de lui faire perdre une vie. Pour ce faire, chaque personnage possède une grande panoplie d'attaques. En utilisant une variété de coups, comme les coups spéciaux (qui diffèrent d'un personnage à un autre) ou alors une attaque smash, qui est un coup à la puissance amplifiée et pouvant être chargée.
Bien que les combats se déroulent essentiellement au corps à corps, divers objets font leur apparition aléatoirement sur le stage dans le but d'aider le joueur. Il peut s'agir d'objets de tous types de licences, comme l'étoile Warp de la série Kirby, avec laquelle le joueur qui l'utilise s'envole dans les airs et atterrit sur le terrain provoquant une explosion destructrice, ou encore la fleur de feu de Super Mario Bros. qui permet au joueur d'envoyer des flammes. Même si les dégâts du joueur ne sont pas très élevés, une simple utilisation de certains de ces objets peut cependant s'avérer très dangereuse et mettre K.O. un adversaire sur le coup.
S'ajoutent à cela cinquante-neuf trophées aide. Le joueur qui en obtient un fait apparaître un allié qui a pour but d'aider celui l'ayant invoqué à vaincre ses adversaires. Même si leur présence à l'écran est toujours d'une durée déterminée, à l'instar des objets, plusieurs de ces alliés peuvent éjecter un adversaire en un seul coup. Cependant, certains des trophées, comme le chien de Nintendogs, n'épaulent pas le personnage et empêchent le bon déroulement du combat. D'autres attaqueront simplement un combattant tandis que certains combattront l'ensemble des joueurs présents sur le terrain. De nouveaux trophées aide font également leur apparition, comme Leo d'Art Academy ou Bomberman de la série du même nom. De même, cinquante-cinq Pokémon peuvent être invoqués au cours du combat, avec parmi eux certains récurrents comme Ronflex, Entei et Dedenne et des nouveaux comme Mimiqui, Chelours et Raichu d'Alola.

## Développement
Bien que le projet ait démarré en décembre 2015 en même temps que les derniers combattants additionnels de Super Smash Bros. for Nintendo 3DS / for Wii U, le jeu a été officiellement annoncé pour la première fois à travers une bande-annonce lors du Nintendo Direct du 8 mars 2018, sous le nom de Super Smash Bros.. Le titre complet est révélé lors de l'E3, le 12 juin 2018. Le développement a officiellement pris fin le 15 novembre 2018 . Le développement des DLC a débuté une fois le jeu sorti, soit, le 7 décembre 2018.
Alors qu'il avait émis des doutes quant à sa participation dans le développement de la licence après Super Smash Bros. for Nintendo 3DS / for Wii U, Masahiro Sakurai, le créateur de la série, a finalement annoncé faire partie de l'équipe de développement du jeu. Le 22 mars 2018 a été annoncé un tournoi prenant place à l'occasion de l'E3 2018. De même, durant cet événement, les joueurs ayant réservé leur place en ligne pourront tester le jeu pour la première fois.
Lors du Super Smash Bros. Ultimate Direct du 1er novembre 2018, Nintendo a annoncé que cinq lots de contenu téléchargeable sont développés pour le jeu, contenant chacun un personnage inédit ainsi qu'un stage et quelques pistes audio pour les accompagner. Le premier personnage à être annoncé en tant que contenu additionnel est le personnage principal du jeu Persona 5, Joker. Il a été dévoilé par Nintendo dans une bande-annonce lors des Game Awards 2018 le 7 décembre, soit la date de sortie mondiale du jeu.
Le 14 décembre 2018, un patch vient corriger quelques bugs, ajuster la difficulté des combats contre les combattants à débloquer et améliorer l'équilibrage de treize personnages. Dans le mode en ligne, le format de jeu préféré du joueur est désormais priorisé.
Une mise à jour gratuite disponible depuis le 31 mai 2019 ajoute la compatibilité avec les Lunettes VR Toy-Con du kit VR de Nintendo Labo. Cette mise à jour permet de vivre les combats en réalité virtuelle, contre des ordinateurs, sur plus de cinquante stages différents. Ce mode est disponible depuis le menu "Extras".

## Accueil

### Critiques
Super Smash Bros. Ultimate est très bien accueilli par la critique dès sa sortie. Les sites de compilations de critiques GameRankings et Metacritic lui accordent une moyenne de 92 % et 93/100, calculées respectivement sur quarante-sept et quatre-vingt-dix-neuf critiques.

### Ventes
En l'espace de trois jours après sa sortie, Super Smash Bros. Ultimate s'est vendu à 1,23 million d'exemplaires physiques au Japon. C'est le premier jeu du catalogue de la Nintendo Switch — et le deuxième jeu Nintendo — à dépasser le cap du million de ventes en moins d'une semaine dans ce pays. En trois jours, la cinquième itération de la licence a presque égalé les ventes totales de l'opus sur GameCube, Super Smash Bros. Melee, qui est pourtant le jeu le plus vendu sur cette console au Japon. Ce lancement record a également fait augmenter les ventes de la Nintendo Switch, qui s'est vendue à 281 000 unités lors de la deuxième semaine de décembre 2018, et dépasse les 6 millions d'unités vendus au Japon.
Aux États-Unis, plus de 3 millions de copies du jeu ont été vendues en format physique et dématérialisé en 11 jours.
En date du 31 mars 2019, le jeu s’est vendu 13,81 millions d’exemplaires dans le monde entier, ce qui fait de lui le troisième jeu Nintendo Switch le mieux vendu. Au 30 juin 2019, 14,73 millions d'unités sont vendues. Au 30 septembre 2019, le jeu s'est écoulé à 15,71 millions d'exemplaires, faisant de lui le jeu le plus vendu de la série ainsi que le jeu de combat le plus vendu de l'histoire, dépassant Street Fighter II.

### Récompenses et distinction
| Année | Prix                              | Catégorie                                                         | Résultat   | Ref    |
| ----- | --------------------------------- | ----------------------------------------------------------------- | ---------- | ------ |
| 2018  | Game Critics Awards               | Meilleur du show                                                  | Nomination | [ 59 ] |
| 2018  | Game Critics Awards               | Meilleur jeu de console                                           | Nomination | [ 59 ] |
| 2018  | Game Critics Awards               | Meilleur jeu de combat                                            | Lauréat    | [ 59 ] |
| 2018  | Gamescom Awards                   | Meilleur jeu de console (Nintendo Switch)                         | Lauréat    | [ 60 ] |
| 2018  | 2018 Golden Joystick Awards       | Jeu le plus voulu                                                 | Nomination | [ 61 ] |
| 2019  | New York Game Awards              | Prix Big Apple pour le jeu de l'année                             | Nomination | ,      |
| 2019  | New York Game Awards              | Prix Raging Bull pour le meilleur jeu de combat                   | Lauréat    | ,      |
| 2019  | 22nd Annual D.I.C.E. Awards       | Jeu de combat de l'année                                          | Lauréat    | ,      |
| 2019  | AVGTR Awards                      | Jeu de l'année                                                    | Nomination | [ 66 ] |
| 2019  | AVGTR Awards                      | Game, Franchise Fighting                                          | Nomination | [ 66 ] |
| 2019  | SXSW Gaming Awards                | Jeu-vidéo de l'année                                              | Nomination | ,      |
| 2019  | SXSW Gaming Awards                | Excellence en Art                                                 | Nomination | ,      |
| 2019  | SXSW Gaming Awards                | Excellence en gameplay                                            | Lauréat    | ,      |
| 2019  | SXSW Gaming Awards                | Excellence en multijoueur                                         | Nomination | ,      |
| 2019  | 2019 G.A.N.G. Awards              | Le choix populaire de G.A.N.G. / MAGFEST                          | Nomination | [ 69 ] |
| 2019  | 2019 Kids' Choice Awards          | Jeu-vidéo préféré                                                 | Nomination | [ 70 ] |
| 2019  | 15th British Academy Games Awards | Multijoueur                                                       | Nomination | [ 71 ] |
| 2019  | Famitsu Awards                    | Jeu de l'année                                                    | Lauréat    | [ 72 ] |
| 2019  | Famitsu Awards                    | Prix de l'excellence                                              | Lauréat    | [ 72 ] |
| 2019  | Italian Video Game Awards         | Choix des joueurs                                                 | Nomination | [ 73 ] |
| 2019  | Japan Game Awards                 | Grand Prix                                                        | Lauréat    | [ 74 ] |
| 2019  | Japan Game Awards                 | Récompense des meilleures vente                                   | Lauréat    | [ 74 ] |
| 2019  | Japan Game Awards                 | Récompense globale, produit Japonais                              | Lauréat    | [ 74 ] |
| 2019  | Japan Game Awards                 | Récompense de l'excellence                                        | Lauréat    | [ 74 ] |
| 2019  | Japan Game Awards                 | Récompense du Ministère de l'Économie, du Commerce et l'industrie | Lauréat    | [ 74 ] |
| 2019  | 2019 Golden Joystick Awards       | Meilleur jeu multijoueur                                          | Nomination | ,      |
| 2019  | 2019 Golden Joystick Awards       | Jeu eSport de l'année                                             | Nomination | ,      |
| 2019  | 2019 Golden Joystick Awards       | Jeu Nintendo de l'année                                           | Lauréat    | ,      |
| 2019  | The Game Awards 2019              | Jeu de l'année                                                    | Nomination | [ 77 ] |
| 2019  | The Game Awards 2019              | Meilleur jeu de combat                                            | Lauréat    | [ 77 ] |
| 2019  | The Game Awards 2019              | Meilleur jeu familial                                             | Nomination | [ 77 ] |

Dans un classement dressé en décembre 2023, la rédaction de Game Informer positionne le jeu au 4e rang des dix meilleurs jeux sortis sur Nintendo Switch.

### Citations
1. ↑  Masahiro Sakurai, à propos de Super Smash Bros. Ultimate lors du Nintendo Direct: E3 2018 : « Vous avez remarqué le symbole epsilon à côté des numéros de Lucina et Pit maléfique ? Chacun de ses combattants est basé sur un autre combattant du jeu. Nous les traitons un peu différemment, et nous avons décidé de les appeler combattants Echo. »